# Piotr Turzyński

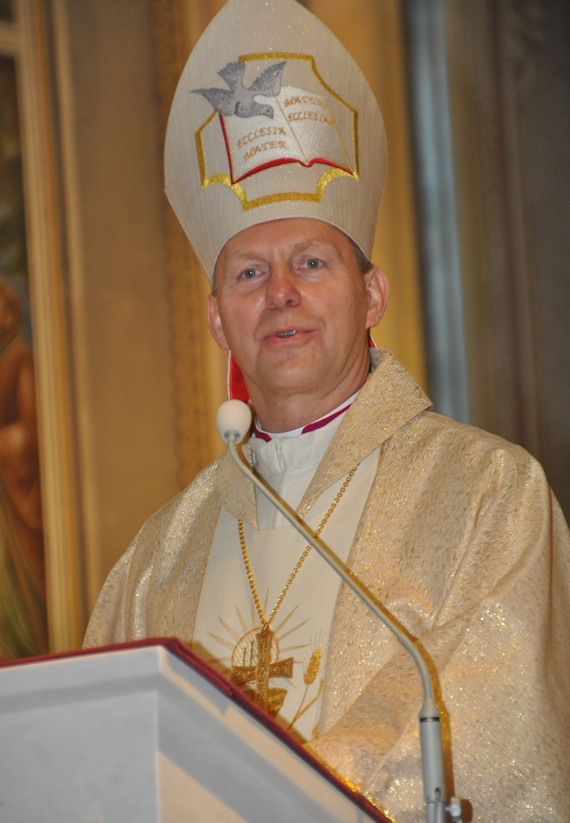
Piotr Turzyński (2015)

Bischofswappen von Piotr Turzyński

Piotr Wojciech Turzyński (* 28. September 1964 in Radom; † 14. April 2025 ebenda) war ein polnischer römisch-katholischer Geistlicher und Weihbischof in Radom.

## Leben
Piotr Turzyński trat 1982 in das Priesterseminar in Sandomierz ein und empfing am 28. Mai 1988 das Sakrament der Priesterweihe für das Bistum Sandomierz-Radom. Mit der Gründung des Bistums Radom im Jahr 1992 wurde er in den Klerus der neuen Diözese inkardiniert.
Nach einer kurzen Tätigkeit als Kaplan studierte er von 1989 bis 1992 am Päpstlichen Patristischen Institut Augustinianum in Rom, wo er das Lizenziat in Patristik erwarb. Anschließend studierte er bis 1995 an der Päpstlichen Universität Gregoriana, wo er zum Doctor theologiae promoviert wurde. Ab 1995 lehrte er am Priesterseminar in Radom. Hier war er ab 1995 Spiritual und von 2006 bis zu seiner Ernennung zum Bischof Subregens. Am Institut für Kirchengeschichte und Patrologie der Katholischen Universität Lublin war er Assistenzprofessor. Seit 2003 war er zudem Kanoniker des Stiftskapitels in Skarżysko-Kamienna.
Papst Franziskus ernannte ihn am 17. Januar 2015 zum Weihbischof in Radom und Titularbischof von Usula. Die Bischofsweihe spendete ihm am 28. Februar desselben Jahres Celestino Migliore, Apostolischer Nuntius in Polen. Mitkonsekratoren waren Wacław Depo, Erzbischof von Częstochowa, und Henryk Tomasik, Bischof von Radom.
Piotr Turzyński starb im April 2025 im Alter von 60 Jahren in einem Krankenhaus in Radom an den Folgen einer Krebserkrankung.